# 2883 Barabashov
2883 Barabashov је астероид главног астероидног појаса са средњом удаљеношћу од Сунца која износи 2,245 астрономских јединица (АЈ).
Апсолутна магнитуда астероида је 13,3.